# Euonymus crenulatus
Euonymus crenulatus är en benvedsväxtart som beskrevs av Nathaniel Wallich, Wight och Arn. Euonymus crenulatus ingår i släktet Euonymus och familjen Celastraceae. Inga underarter finns listade.